# Apeadeiro de Vilar Seco
O apeadeiro de Vilar Seco foi uma interface da Linha da Beira Alta, que servia a localidade de Vilar Seco, no Distrito de Viseu, em Portugal.

## História
A Linha da Beira Alta foi inaugurado pela Companhia dos Caminhos de Ferro Portugueses da Beira Alta em 1 de Julho de 1883. Vilar Seco não constava entre as estações e apeadeiros existentes na linha à data de inauguração, porém, nem dos horários de 1913, tendo este interface sido criado posteriormente.

Em 1932, a Companhia da Beira Alta construiu uma plataforma em Vilar Seco.